# Jacques d’Amboise (Tänzer)

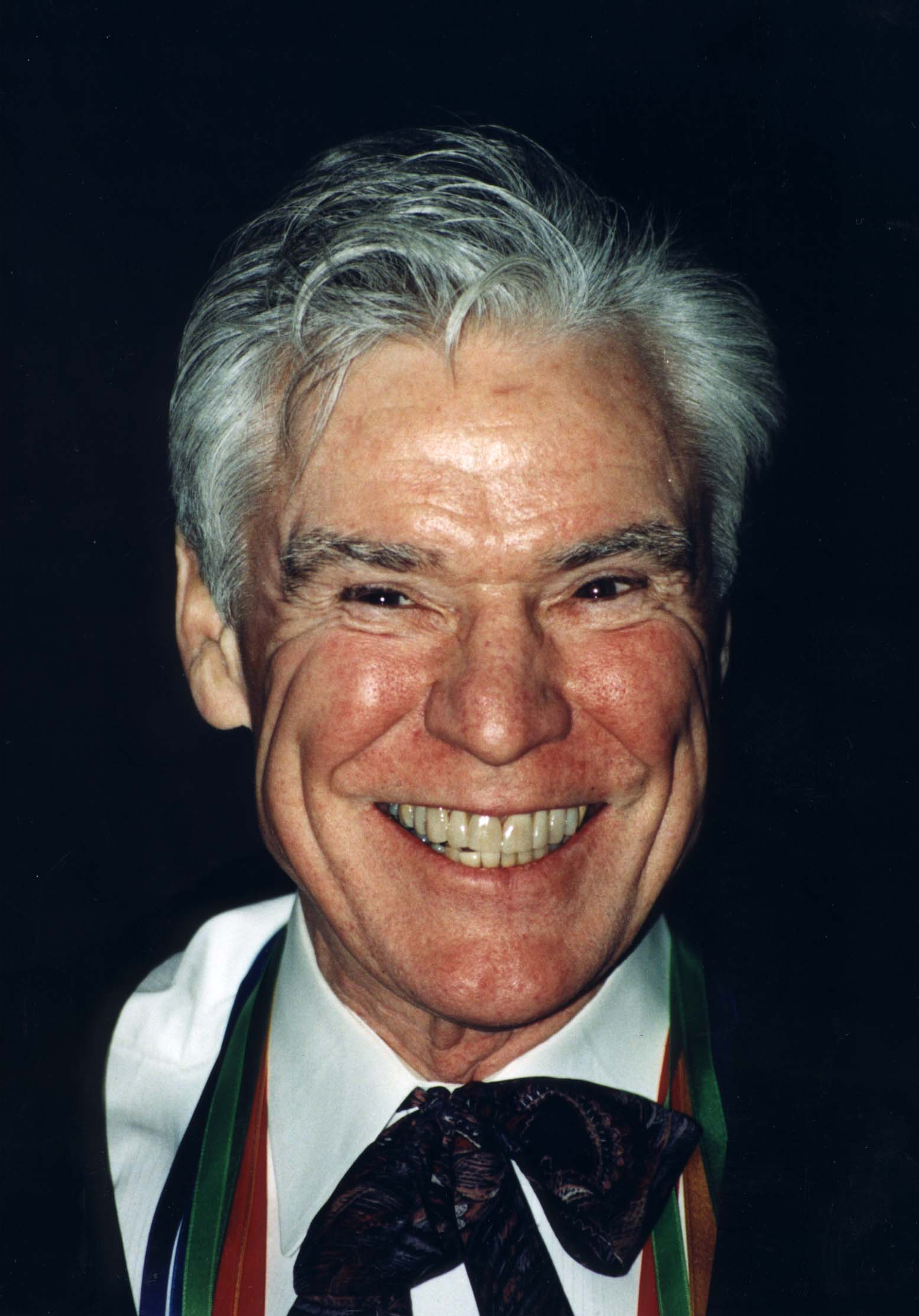
Jacques d’Amboise (2000)

Jacques d’Amboise (eigentlich Jacques Joseph Ahearn; * 28. Juli 1934 in Dedham, Massachusetts; † 2. Mai 2021 in Manhattan, New York) war ein US-amerikanischer Balletttänzer, Choreograf und Schauspieler.

## Leben
Nach dem Schulbesuch absolvierte d’Amboise eine Ausbildung zum Balletttänzer an der School of American Ballet von George Balanchine in New York City und wurde 1949 Mitglied des Tanzensembles des von Balanchine geleiteten New York City Ballet. 1954 spielte er unter der Regie von Stanley Donen in der Musical-Filmkomödie Eine Braut für sieben Brüder die Rolle des Ephraim, musste das Set aber vorzeitig verlassen, da er noch unter Vertrag des New York City Ballet stand, so dass die letzten Aufnahmen in dieser Rolle mit einem anderen Darsteller gedreht wurden. Als kraftvoller und akrobatischer Tänzer trat er sowohl in modernen Ballettstücken wie Stars and Stripes (1958) als auch in klassischen Werken wie Schwanensee auf.
In den 1960er Jahren begann d’Amboise auch als Choreograf zu arbeiten und inszenierte eigene Ballettwerke wie The Chase (1963) und Irish Fantasy (1964). 1976 gründete er das National Dance Institute, um mit diesem Tanz und insbesondere Balletttanz an öffentlichen Schulen zu unterrichten und bekannt zu machen. 1990 wurde ihm zur finanziellen Unterstützung seiner Arbeit eine MacArthur Fellowship zugeteilt. Darüber hinaus wurde er für seine Verdienste als Tänzer und Choreograf 1995 mit dem Kennedy-Preis, 1998 mit der National Medal of Arts und 2001 mit einem Heinz Award ausgezeichnet. 2007 wählte man ihn in die American Academy of Arts and Sciences.
Im 1983 veröffentlichten Dokumentarfilm He Makes Me Feel Like Dancin’ steht d’Amboise im Mittelpunkt der Darstellung. 
D’Amboise war bis zu deren Tod 2009 mit der Ballerina und Fotografin Carolyn George verheiratet und hat mit dieser vier Kinder, darunter die Tänzer Christopher d’Amboise und Charlotte d’Amboise, die wiederum mit dem Tänzer und Schauspieler Terrence Mann verheiratet ist.